# 中部電力ミライズ
中部電力ミライズ株式会社（ちゅうぶでんりょくミライズ）は愛知県名古屋市に本店を置く、中部電力グループの電気・ガス小売事業会社。略称に、中電ミライズ、中電MZ、中部電ミライズがある。

## 概要
当社は発電事業者やガス製造事業者から調達した電気・ガスを一般の需要家に販売・供給する会社（小売電気事業者・ガス小売事業者）である。中部電力の小売部門（販売カンパニー）の事業を、2020年（令和2年）4月に引き継いだ。「ミライズ」の名は「未来図」からとったものである。

## 事業内容

小売電気事業者である中部電力ミライズは、発電事業者から購入した電気を一般送配電事業者に託し、各地の需要家に届けてもらう。

当社は電気・ガスを一般の需要家に販売・供給している。社内に発電部門・ガス製造部門を持っていないため、需要家に販売・供給する電気・ガスは、社外から調達している。

### 電気の販売・供給
電気の販売・供給は、2024年（令和6年）4月時点では、中部エリア（中部電力パワーグリッドの供給区域）が中心である。その他のエリアでは新規契約の受付けを休止している。
首都圏（東京電力パワーグリッドの供給区域）の事業は、2020年（令和2年）7月、中部電力と大阪ガスとの合弁会社であるCDエナジーダイレクトにほぼ集約した。

### ガスの販売・供給
都市ガス（LNGを気化し、熱量調整したもの）の販売・供給は、2024年（令和6年）4月時点では、東邦ガスネットワーク株式会社（東邦ガス子会社）の供給区域（岐阜県・愛知県・三重県の各一部）のみで行っている。ガス保安業務は岩谷産業に委託している。
大規模な工場向けの天然ガス（LNGを気化したガスで、熱量調整していないもの）の供給は、愛知県知多市と三重県四日市市にあるJERAのLNG基地から伸びるガス導管の沿線で行っている。中部電力ミライズは四日市市内に自社のガス導管を保有している。また、東北電力上越火力発電所（新潟県上越市）で燃料として使用する年間約30万トン（LNG換算）の天然ガスは、中部電力ミライズから東北電力に販売・供給している。
都市ガス網や天然ガス導管のない地域の工場に対しては、中部電力ミライズの100%子会社であるシーエナジーがタンクローリーでLNGを供給している。
首都圏（東京ガスネットワーク株式会社（東京ガス子会社）の供給区域。一部を除く）では、中部電力ミライズと大阪ガスとの合弁会社であるCDエナジーダイレクトが都市ガスを販売・供給している。

## 拠点
名古屋市に本店を置き、愛知県に2か所（名古屋・岡崎）、長野・岐阜・静岡・三重の各県に1か所の地域営業本部を置く。本店は中部電力の本店、中部電力パワーグリッドの本社と同じ所在地である。
中部電力が上記5県の各地に置いていた営業所は2020年（令和2年）4月に中部電力パワーグリッドの営業所に移行し、その後、一部の営業所は中部電力パワーグリッドの支社に統合された。中部電力パワーグリッドの支社・営業所では中部電力ミライズの契約・料金関係の手続は受け付けていない（営業所窓口における電気料金の収納は、中部電力時代に廃止されている）。

## 沿革
本節では、中部電力発足以来の販売に関する出来事を取り扱う。

### 販売電力量第4位からの出発
中部電力は、電気事業再編成によって1951年（昭和26年）5月に沖縄以外で発足した地域別の9電力会社のうちの1社である。発足初年度の販売電力量は3,628百万kWhであり、東京電力（7,261百万kWh）、関西電力（5,508百万kWh）、九州電力（4,094百万kWh）に次ぎ、国内第4位であった（各社の販売電力量は、電気事業再編成直前の4月分を含む1年間の数値）。

### 発足直後から大幅な値上げ
第二次世界大戦後、日本国内では激しいインフレーションが発生した（戦後インフレ）。1951年（昭和26年）の卸売物価指数は、1934年（昭和9年）から1936年（昭和11年）までの平均と比べて、343倍に上昇していた。これに対して、政府の統制下にあった電気料金は値上げが抑制されており、同じ期間に83倍になったにすぎなかった。物価水準に比して電気料金が安すぎたともいえ、9電力会社は発足した瞬間から存亡の危機にあった。
そこで、9電力会社が真っ先に取り組んだのは、電気料金の大幅な引上げであった。5月に発足した9電力会社は、6月、当時の監督官庁であった公益事業委員会に電気料金を全国平均で64.0%引き上げる認可を申請した。中部電力は、電灯と電力の平均で65.3%の値上げを申請した。
これに対して、公益事業委員会は値上げ率を圧縮し、実際に認可した値上げ率は全国平均で30.1%、中部電力の場合、平均27.9%（電灯32.4%、電力24.4%）にすぎなかった。これに追い打ちをかけるように、この年は異常渇水により水力発電が振るわず、火力発電に使用する石炭が高騰した。このため、発足初年度、9社中7社が赤字決算であった。中部電力は東京電力と共に辛うじて黒字を確保した。
9電力会社は、1952年（昭和27年）、再度の値上げを申請し、全国の電気料金は5月、平均で28.0%引き上げられた。中部電力は平均19.6%（電灯21.5%、電力17.8%）値上げした。1954年（昭和29年）10月にも9電力会社は平均11.2%の値上げを実施した。このとき、中部電力は平均18.1%（電灯11.2%、電力19.8%）値上げした。ようやく電力各社の経営は安定し、インフレにもかかわらず、中部電力は1965年（昭和40年）4月まで料金を据え置いた。

### 販売電力量第3位への浮上
GHQは1950年（昭和25年）10月、繊維産業に対する設備制限を撤廃した。当時、中部地方の主力産業であった繊維産業はこれを受けて設備投資と増産に邁進した。中部地方の電力需要は急速に高まり、中部電力の販売電力量は1951年度（昭和26年度）の3,628百万kWhから1955年度（昭和30年度）の5,747百万kWhへと大きく増加した。1951年度（昭和26年度）から1955年度（昭和30年度）までの販売電力量の平均増加率は1年につき12.2%であり、9電力会社中首位であった。
一方、九州地方の主力産業であった石炭鉱業は、朝鮮特需に沸いた後、一転して不況に陥った。1953年（昭和27年）と翌年には炭鉱の休止・廃止が相次いだ。九州電力の販売電力量は1951年度（昭和26年度）の4,094百万kWhから1955年度（昭和30年度）の5,007百万kWhまで、平均すると1年につき5.2%増加するにとどまり、増加率は9電力会社中最下位であった。
以上の結果、1954年度（昭和29年度）度の販売電力量は、中部電力が九州電力を初めて上回り、中部電力は業界第3位に浮上した。

### 石油危機による値上げ
1973年（昭和48年）10月に勃発した第四次中東戦争を契機に産油国が原油の禁輸・生産調整・値上げに踏み切った。原油価格は暴騰し、1974年（昭和49年）春には1年前の4倍になった。第一次石油危機である。
原油価格の高騰は石油火力発電に依存してきた中部電力の経営を直撃し、1973年（昭和48年）度下期は会社創立以来初の純損失を記録した。中部電力は1965年（昭和40年）4月以来据え置いていた電気料金の改定に走り、1974年（昭和49年）6月に平均71.8%（電灯29.6%、電力92.2%）、1976年（昭和51年）8月に平均22.5%（電灯20.7%、電力23.1%）、電気料金を引き上げた。
その後、イラン革命につながるイランの政情悪化を契機に第二次石油危機が発生し、原油価格は1バレル当たり30ドルを突破した。1980年（昭和55年）3月時点では、中部電力は、平均販売単価が14.27円/kWhの電気を供給するために燃料費だけで16.24円/kWh費やす有様であった。同社の1980年度（昭和55年度）の経営計画大綱によれば、「創立以来最大ともいうべき危機」であった。1980年（昭和55年）4月、平均49.7%（電灯41.8%、電力51.6%）の値上げを実施した。

### プラザ合意後の値下げ
1985年（昭和60年）9月のプラザ合意以降、急速な円高ドル安が進み、米ドル建てで燃料を輸入する電力会社にとって追い風となった。当時の原油安が追い風を加速した。
1986年（昭和61年）3月、通商産業省に設置された電力・ガス差益問題懇談会は、円高・原油安により電力会社に生ずる差益の大部分を、料金値下げにより利用者に還元すべしとの方向を示した。その後、電気事業審議会料金制度部会で具体的な検討が行われ、これを受けて、9電力会社は6月、暫定値下げを開始した。中部電力の場合、標準的な電気使用量の家庭で電気代が毎月938円も安くなるという大盤振る舞いであった。円高・原油安が更に進んだため、1987年（昭和62年）1月からは値下げ幅を拡大した。2度の値下げにもかかわらず、中部電力の1986年度（昭和61年度）の決算では、経常利益3,326億円、純利益1,609億円を記録した。
その後、電力各社は恒久的な値下げを実施した。中部電力の場合、1988年（昭和63年）1月から、1980年（昭和55年）4月改定の料金に比べて平均22.0%値下げした新料金を適用した。

### 電力小売の部分自由化
日本における電力自由化は、段階的に進められた。特別高圧電力（契約電力2,000 kW以上）の市場は、最も早く、2000年（平成12年）3月21日に自由化された。それまでは、中部エリアにおける電気の供給は中部電力の独占であり、電気料金は通商産業省（当時）から認可されたとおりであったが、以降、特別高圧電力の需要家は、中部電力やそれ以外の電力会社と交渉し、最も有利な契約条件を提示した会社を選択することができるようになった。
愛知県内に多数の主力工場を構えるトヨタ自動車は、中部電力から毎年四、五百億円分の電気を購入しており、中部電力にとって最大の顧客であった。電力自由化を前に、トヨタは関西電力と東京電力に料金を照会中であることを公表した。トヨタ幹部は、中日新聞の取材に対し、「自由競争なのだから安いところから買うのは当然。どこから買うかは（関電などの）回答と中電の対応次第」と答えた。
中部電力社長（当時）の太田宏次は、トヨタ社長（当時）の張富士夫と面会し、トップセールスを行った。顧客の奪取を試みた関西電力を上回る条件を提示し、トヨタとの契約に成功した。ただし、中部電力が当初、希望した複数年契約は叶わず、しかも、自由化前の契約と比べてかなりの値引きを余儀なくされた。

### 天然ガス販売の開始
中部電力初の天然ガス火力発電所は、1978年（昭和53年）3月に運転開始した知多火力発電所5号機である。中部電力は、同機の運転開始に先立つ1973年（昭和48年）12月、インドネシアのプルタミナから液化天然ガス（LNG）を購入する契約を締結した。以来、同社は大量のLNGを買い付けてきた。
2000年（平成12年）3月、改正電気事業法の施行により、一般電気事業者の兼業規制が撤廃され、電力会社がLNGやガスを販売できるようになった。これを受けて、中部電力は、LNG・天然ガスの販売に乗り出した。当時、中部電力は四日市LNGセンター（三重県四日市市）から四日市火力発電所（同市）まで天然ガスを送るガス導管を保有していた（2019年（平成31年）4月、JERAに移管）。2001年（平成13年）1月、この導管を利用して協和油化（現・KHネオケム）四日市工場霞ヶ浦製造所に翌年4月からガスを販売することに合意した。電力会社が導管によりガスを供給するのは、ガス事業法に大口供給の制度が創設されて以降では日本初であった（第二次世界大戦前は電気事業とガス事業を兼営している会社が存在した）。2001年（平成13年）4月には、中部電力が知多半島に有するガス導管を利用して10月から三井物産にガスを販売することに合意した。販売開始時期は2番目の案件の方が早かった。

### 首都圏進出
中部エリアにはトヨタグループ各社が多数の工場を置いている。このため、中部電力の大口電力収入の約3割をトヨタグループが占めるといわれている。電力自由化の開始後、関西電力がトヨタグループ対して密かに営業攻勢をかけたと報道されたことがあり、中部電力はこれに大きな衝撃を受けた。
2009年（平成21年）頃、中部電力社長（当時）の三田敏雄は、同社が東京電力と関西電力から挟み撃ちにされることを危惧し、そうなる前に電源開発（Jパワー）と提携して首都圏に進出することを水面下で模索した。Jパワーは乗り気であったというが、この案は、2011年（平成23年）に東日本大震災（福島第一原子力発電所事故と電力危機）が発生したことなどが原因で立ち消えた。
東京電力は、福島の事故後、原子力発電を停止し、火力発電で代替するようになった。燃料費がかさんだため、2012年（平成24年）1月、高圧・特別高圧の電気料金を平均約17%値上げすることを予告した。中部電力には、この発表を知った首都圏の需要家から相談が寄せられるようになった。このときは、中部電力は電力需給が厳しいという理由で打診を断っていた。
2013年（平成25年）5月頃、中部電力は、同社が資金を負担して東京電力常陸那珂火力発電所構内に建設する火力発電設備から電気を引き取り、首都圏で独自に販売したいと、東京電力に申し入れた。同年10月、中部電力は、50 Hzエリアで電気を販売するために必要なノウハウやインフラを手に入れるため、三菱商事からダイヤモンドパワーを買収した。翌年6月、中部電力の100％子会社であるシーエナジーが首都圏で電気の小売を開始することを発表した。
2014年（平成26年）10月、東京電力社長の廣瀬直己と中部電力社長の水野明久とが共同で記者会見を開き、燃料・火力発電事業に関する包括的アライアンスの協議に入ることを発表した。このアライアンスは実現し、2015年（平成27年）4月、両社は共同してJERAを設立した。
当時、水野ら中部電力の首脳陣は「東電が首都圏の安定供給の役割を果たせないなら、中部電がその役割を担うしかない」と覚悟を決めていたという。もっとも、中部電力は、関西電力に攻め込まれるシナリオを想定しており、「ジリ貧の将来を考えれば、首都圏と海外の火力で稼ぐしかない」、首都圏進出は「東電が弱体化している今しかできない」というのが本音であったともいう。
2017年（平成29年）4月には、首都圏での販売拡大のため、中部電力販売カンパニーに東京営業部を設置した。2018年（平成30年）には、大阪ガスと共同でCDエナジーダイレクトを設立し、同社が首都圏で電気・都市ガスの販売を開始した。首都圏における電気の販売は2020年（令和2年）7月までに、一部を除き、CDエナジーダイレクトに集約した。

### 電力小売の全面自由化とカテエネコの登場
電力小売の自由化は、2000年（平成12年）3月に特別高圧電力（契約電力2,000 kW以上）で始まり、その後、段階的に自由化範囲が拡大された。最後に残った低圧（主に、家庭や小規模な店舗・事務所で使用）の自由化は、2016年（平成28年）4月と決まった。従来の電力会社にとっては、自由化後の低圧での競争に備えることが必要になった。
2015年（平成27年）2月24日、中部電力は、家庭向けウェブ会員制サービスを翌月にリニューアルし、カテエネとして提供することを発表した。この発表の際、カテエネのキャラクターとしてカテエネコが登場した。
また、2007年（平成19年）4月から提供しているビジネス向け会員制サービス・ビジエネについては、2015年（平成27年）9月29日、ビジエネズミというキャラクターが発表された。

### 販売電力量第2位への一時的浮上
中部電力は1954年度（昭和29年度）から2015年度（平成27年度）までの62年間、販売電力量国内第3位が定位置であった（1位は東京電力、2位は関西電力）。電力小売の自由化が始まった2000年（平成12年）時点では、中日新聞は中部電力を「“万年三位”に甘んじざるを得ない」と評していた。しかしながら、2011年（平成23年）の福島第一原子力発電所事故により電力業界の事業環境が激変し、このために中部電力は販売電力量第2位に浮上することになった。
事故の反省を踏まえ、2012年（平成24年）、原子炉等規制法などの原子力規制関係法令が見直され、新設された原子力規制委員会が新規制基準を制定した。改正原子炉等規制法では、古い基準のもとで設置許可を受けた原子炉も、厳しい新規制基準に適合しなければ、運転を継続できないことになった。
新しい原子力規制は、電力業界全体に大きな影響を与えたが、とりわけ影響が大きかったのが関西電力であった。関西電力は、福島の原発事故前、11基の原子炉（電気出力合計976.8万kW）を保有し、供給する電気の約半分を原子力発電で賄っていた。これら全てが、新規制基準対策工事を実施して原子力規制委員会の審査に合格するまで運転できないことになった。
関西電力は2012年（平成24年）2月までに全ての原子炉を停止し、原子力発電で賄っていた分を旧式で効率の悪い火力発電所の稼働や他社から受ける電力融通により穴埋めすることを余儀なくされた。2013年度（平成25年度）中に規制分野（低圧）9.75%、自由化分野（高圧・特別高圧）17.26%の値上げを実施したものの、火力発電の燃料費がかさみ、2011年度（平成23年度）から2014年度（平成26年度）まで4期連続の赤字を計上した。やむを得ず、2015年度（平成27年度）中に2度目の値上げに踏み切った。今度は、規制分野（低圧）8.36%、自由化分野（高圧・特別高圧）11.50%の値上げ率であった。2度の値上げにより、2015年（平成27年）中には、関西電力の電気料金は、大手電力会社のうちで最も高額になった。
電力小売の全面自由化は2016年（平成28年）4月に迫っていた。関西電力は全面自由化を前に高浜発電所3号機、4号機の再稼働にどうにか漕ぎ着けた。これにより収支の改善が見込めるため、同社は、5月から料金を値下げすることを2月に発表した。その矢先、大津地方裁判所が高浜発電所3号機、4号機の運転を禁ずる仮処分を決定した。値下げの計画は、発表からわずか2週間で撤回せざるを得なかった。結局、全面自由化初年度の2016年度（平成28年度）は、原子力発電所を一切、運転できず、値下げもできなかった。値上げ前の2012年度（平成24年度）に1,418億kWhあった関西電力の販売電力量は、2016年度（平成28年度）には1,215億kWhになった。4年間で約14%の減少であった。
中部電力の販売電力量は2007年度（平成19年度）をピークに減少傾向にあったが、関西電力より減り方が緩やかであった。2012年度（平成24年度）に1,266億kWhあった販売電力量は、2016年度（平成28年度）には1,218億kWhになったが、4年間で約3.8%減ったにすぎなかった。
結果的に、中部電力の2016年度（平成28年度）1年間の販売電力量は、僅差で関西電力を上回り、業界第2位に浮上した。もっとも、2017年（平成29年）時点では、中部電力関係者は「“次男坊”でいられるのは、関電が（発電コストの安い）原発を本格的に動かすまでの間だ」という認識であった。結果的には、2016年度（平成28年度）から2021年度（令和3年度）までの6年間、中部電力（2020年度以降は中部電力ミライズ）は関西電力を上回る販売電力量を記録した。

### 都市ガス販売の開始
2017年（平成29年）4月、電力小売の全面自由化に1年遅れて、都市ガス小売が全面自由化された。中部電力は経済産業省にガス小売事業者の登録を申請し、東邦ガスの導管（2022年（令和4年）4月以降は東邦ガスネットワーク株式会社の導管）を利用して都市ガスの販売を開始した。都市ガスの販売に必要なガス保安業務は岩谷産業に委託した。

### 関西進出
2017年（平成29年）4月下旬、電力各社は3月期決算を発表し、これにより、2016年度（平成28年度）の販売電力量で中部電力が関西電力を上回ったことが明らかになった。日本経済新聞と産経ニュースはこのニュースを関西電力の「3位転落」という見出しで報じた。関西電力の社内では、営業部門に対して巻き返しの号令が下されたという。関西電力は2017年（平成29年）秋、中部エリアに本格進出し、中部地方の公共施設で使用する電気の入札を次々と安値で落札するようになった。
中部電力は2018年（平成30年）4月、関西エリアに営業要員を配置し、関西エリアでの電気の拡販を目指すことを公表した。これにより、中部電力は日本の三大都市圏の全てで営業活動を展開することになった。ただし、2020年（令和2年）7月、首都圏の事業はCDエナジーダイレクトに集約した。また、2024年（令和6年）4月時点では関西エリアでの新規契約は受け付けていない。

### 中部電力ミライズの発足
2020年（令和2年）4月、中部電力は電気・ガスの販売事業（小売電気事業・ガス小売事業）を中部電力ミライズ株式会社に移管した。同時に、送配電事業は中部電力パワーグリッド株式会社に移管し、中部電力本体はこれらの子会社を支配・管理するとともに、自ら水力発電事業・原子力発電事業などを営む事業持株会社に移行した。中部電力ミライズは2019年（平成31年）4月に「中部電力小売電気事業分割準備株式会社」という商号で設立された会社であり、2020年（令和2年）4月に現在の商号に変更した。「ミライズ」の名は将来の絵姿を意味する「未来図」に由来する。
| 事業               | 事業                   | 2019年3月まで | 2019年4月から | 2020年4月から          |
| ------------------ | ---------------------- | ------------- | ------------- | ---------------------- |
| グループ経営管理   | グループ経営管理       | 中部電力      | 中部電力      | 中部電力               |
| 発電               | 再エネ（水力・新エネ） | 中部電力      | 中部電力      | 中部電力               |
| 発電               | 火力                   | 中部電力      | JERA          | JERA                   |
| 発電               | 原子力                 | 中部電力      | 中部電力      | 中部電力               |
| 送配電             | 送配電                 | 中部電力      | 中部電力      | 中部電力パワーグリッド |
| 小売（電気・ガス） | 小売（電気・ガス）     | 中部電力      | 中部電力      | 中部電力ミライズ       |